# 오세현
오세현(吳世賢, 1968년 6월 15일 ~ )은 대한민국의 정치인이다. 제7대 충청남도 아산시장이다.

## 학력
| 연도        | 학교                | 학과         | 비고 |
| ----------- | ------------------- | ------------ | ---- |
| 1973 ~ 1979 | 배방국민학교        | ―            | 졸업 |
| 1979 ~ 1982 | 아산중학교          | ―            | 졸업 |
| 1982 ~ 1985 | 천안중앙고등학교    | ―            | 졸업 |
| 1985 ~ 1990 | 경희대학교          | 정치외교학과 |      |
| 2010 ~ 2012 | 센트럴 미시간대학교 | 행정학과     |      |

## 경력
- 1996년: 제2회 지방고등고시 합격
- 아산시 온양1동장
- 아산시 도고면장
- 아산시 탕정면장
- 아산시청 기획예산감사담당관
- 충청남도청 지방분권팀장
- 충청남도청 입지계획팀장
- 충청남도청 문화산업과장
- 충청남도청 일자리경제정책과장
- 충청남도청 정책기획관
- 2016.01 ~ 2016.12: 충청남도청 복지보건국 국장
- 2017.01 ~ 2017.12: 충청남도 아산시 부시장
- 2018.07 ~ 2022.06: 제7대 충청남도 아산시장(민선 7기, 더불어민주당, 초선)
- 2022.10 ~ : 더불어민주당 충청남도당 부위원장
- 2025.04 ~ : 제9대 충청남도 아산시장(민선 8기, 더불어민주당, 재선)

## 역대 선거 결과
|  | 61.06% |

|  | 49.43% |

|  | 57.52% |